# مايكل سكوت
مايكل سكوت أو ميخائيل سكوتوس (باللاتينية:Michael Scotus ، عاش بين عامي 1175 – 1232) هو رياضياتي وعالم في العصور الوسطى. قام بترجمة أعمال ابن رشد وكان من أهم المثقفين في زمانه. شغل منصب المستشار العلمي والمنجم في بلاط فريدريك الثاني.

## النشأة والتعليم
ولد سكوت في المناطق الحدودية لاسكتلندا أو شمال إنجلترا. ويقال أنه درس أولاً في مدرسة كاتدرائية دورهام، ثم في أكسفورد وباريس، وكرس نفسه للفلسفة والرياضيات وعلم التنجيم. يبدو أنه درس أيضًا علم اللاهوت وأصبح كاهناً، حيث كتب البابا هونريوس الثالث إلى ستيفن لانجتون في 16 يناير 1223 أو 1224، وحثه على منح رتبة كنسية في إنجلترا لسكوت، ورشح سكوت ليكون أسقف كاشيل في أيرلندا. رفض سكوت عرض التعيين، ولكن يبدو أنه حمل رتبا كنسية في إيطاليا. ذهب سكوت من باريس إلى بولونيا، ثم أقام لفترة في باليرمو قبل أن يذهب إلى طليطلة. تعلم هناك اللغة العربية ودرس النسخ العربية من أعمال أرسطو وتعليقات العلماء العرب على هذه الأعمال، وكذلك الأعمال الأصلية لابن سينا وابن رشد.

## المهنة
كان سكوت مثالًا نموذجيًا للعالم الرحالة في العصور الوسطى – حيث كان رجل كنيسة متعدد اللغات عرف اللاتينية واليونانية والعربية والعبرية. اجتذبه فريدريك الثاني إلى بلاطه في مملكة صقلية عندما كان بعمر الخمسين تقريبا، وطلب منه الإمبراطور الإشراف على ترجمة جديدة لأرسطو وتعليقات العرب من العربية إلى اللاتينية، وعاونه في ذلك هرمان الدلماطي. توجد ترجمات لسكوت عن كتاب تاريخ الحيوانات و«عن السماوات» و«عن الروح» إلى جانب تعليقات ابن رشد عليها.
قام فيبوناتشي بإهداء النسخة الثانية من كتاب الشهير حول الرياضيات، ليبر أباتشي، إلى سكوت في عام 1227، وقيل أن سكوت لعب دورًا في عرض فيبوناتشي لسلسلته الشهيرة. تشير دراسة حديثة لمقطع كتبه مايكل سكوت على أقواس قزح المتعددة، وهي ظاهرة لم تفهمها إلا الفيزياء الحديثة والملاحظات الحديثة، إلى أن مايكل سكوت ربما كان على اتصال مع شعب الطوارق في الصحراء الكبرى.
في رسالة تعود للعام 1227، التي سجلها سكوت في كتابه، يسأله فريدريك عن أسس الأرض وجغرافيا السماء ومن يحكمها، وما بعد السماء الأخيرة، وفي أي سماء يوجد الرب، ومواقع الجحيم المطهر والجنة السماوية. ذكر المؤرخ الأب ساليمبين، أن فريدريك حاول أن يشكك في حسابات سكوت عن السماء بإنقاص طول برج الكنيسة الذي سيصعده سكوت. أجاب سكوت بالقول إن القمر إما أنه أصبح بعيدًا أو أن البرج أصبح أقصر. أوردت الباحثة جورجينا ماسون تفاصيل الرسالة في سيرتها عن الملك فريدريك عام 1957.
كان سكوت رائدا في دراسة علم الفراسة. تعاملت مخطوطاته مع التنجيم والخيمياء والعلوم الغامضة. تشمل هذه الأعمال:
- Super auctorem spherae، طبع في بولونيا عام 1495 وفي فينيسيا عام 1631.
- عن الشمس والقمر De sole et luna، طبع في ستراسبورغ عام 1622، وهو يتعلق بالخيمياء أكثر من علم الفلك، وتظهر الشمس والقمر كصورة للذهب والفضة.
- عن قراءة الكف De chiromantia، وهي نبيطة بشأن قراءة الكف.
- ثلاثية من الكتب حول العرافة بعنوان «الكتاب التمهيدي» (Liber introductorius)، ينص الكتاب الأخير منه على أن المؤلف كتب العمل بناء على طلب الإمبراطور فريدريك.

## الموت
تاريخ وفاة سكوت غير مؤكد. هناك جهود بذلها والتر سكوت وآخرون لتعريفه مع السير مايكل سكوت من بالويري، الذي تم إرساله في عام 1290 في سفارة خاصة إلى النرويج، ولكنها لم تقنع المؤرخين، رغم أن الاثنين قد تربطهما صلات عائلية.
هناك أسطورة من أواخر القرن الثالث عشر وأوائل القرن الرابع عشر تقول أن سكوت قد توقع أن حجرًا صغيرًا سيضربه في رأسه ويقتله، لذا ارتدى قلنسوة حديدية لتفادي موته. لكنه أزال القلنسوة في الكنيسة ليضربه حجر ويموت.

## سكوت في الأساطير
أصبحت سمعة سكوت كساحر ثابتة في العصر الذي تلى وفاته. يظهر في الكوميديا الإلهية لدانتي في الجزء الرابع في الدائرة الثامنة من الجحيم، وهو المكان المخصص للسحرة والمنجمين والأنبياء الكاذبين الذين زعموا أن بإمكانهم أن يروا المستقبل وهم لا يقدرون.
في أغنية جون ليدن، اللورد سولس، يُنسب إلى مايكل سكوت تعليم السحر لبطل الرواية، الساحر الشرير ويليام الثاني دي سوليس، وينتهي به الأمر غليا حتى الموت.

يظهر سكوت أيضا في قصيدة والتر سكوت الطويلة The Lay of the Last Minstrel، حيث نسب له هزيمة الشيطان الذي قسم تلال إيلدون إلى ثلاثة تلال. ويذكر أن جميع الأعمال العظيمة في الحدود الاستكلندية تنسب إلى مايكل، أو ويليام والاس أو الشيطان.
في رواية الرهائن الثلاثة (1924) بقلم جون بوشان، تمت الإشارة إلى سكوت وعمله Physiognomia في الإشارة إلى فنون التحكم بالعقل والروح، وهو موضوع كان يثير اهتمام دومينيك مدينا، الخصم في الرواية.